# مقبولة الحلي
مقبولة بنت عبدالله الربيعي الحلي (1400-1348هـ الموافق 1979-1929م) شاعرة عربية وُلدت في مدينة الحلة بالعراق، وعاشت في العراق، وتوفيت في بغداد.

## حياتها
تلقت دراستها الابتدائية والثانوية في مدينة الحلة، ثم التحقت بكلية الملكة عالية في بغداد وتخرجت فيها عام 1953. عملت مدرسة للغة العربية في قضاء المقدادية بمحافظة ديالى مدة ثلاثة أعوام، ثم انتقلت إلى ثانوية الحريري في ضاحية الأعظمية (بغداد) وظلت بها حتى زمن رحيلها. كان لها عدة مشاركات فيما كان يقام على زمنها من مهرجانات منها مهرجان الشعر التاسع الذي عقد ببغداد عام 1969.

## شعرها
1. لها قصيدة واحدة ضمن كتاب: «ذكرى الشرقي رائد التجديد في الشعر العربي الحديث» - دار الوفاق - النجف 1990،
2. نشرت لها صحف عصرها أمثال: جريدة اليقظة، والرسالة، والهاتف، والأسبوع. عددًا من القصائد.
3. لها ديوان عنوانه «الحب الكبير» - مخطوط ومرقوم - في مكتبة كلية الآداب - جامعة بغداد.[5]

يدور ما أتيح من شعرها حول تجاربها الذاتية والوجدانية التي تمثلت في علاقتها بالرجل، تلك العلاقة التي تراوحت بين الصد والود ومختلف أحوال المحبين، راغبة في الوصال والتحقق مع من تحب بعيدًا عن القيود، وعيون الرقباء، إلى جانب شعر لها في تقريظ الشعر. اتسمت لغتها بالتدفق واليسر، وخيالها نشيط. التزمت الوزن والقافية فيما أتيح لها من الشعر. لقبت نفسها بعدة ألقاب كانت توقع بها قصائدها، منها: قمرية الفيحاء، وعفراء - الشاعرة المرحة.

### ثأر
مطلع قصيدة ثأر:

### إلى متى
مطلع قصيدة إلى متى:

### إلى تين
مطلع قصيدة إلى تين: